# Brochiraja asperula
Brochiraja asperula är en rockeart som först beskrevs av Jack Garrick och Paul 1974.  Brochiraja asperula ingår i släktet Brochiraja och familjen egentliga rockor. IUCN kategoriserar arten globalt som otillräckligt studerad. Inga underarter finns listade.